# Даниел Христов
Даниел Христов е български треньор и футболист, защитник. Роден е на 23 януари 1975 г. в Казанлък. Висок е 183 см и тежи 75 кг.

## Кариера
Играл е за отборите на Розова долина, Велбъжд, Нефтохимик, Черноморец и Видима-Раковски. Финалист за Купата на България през 2000 г. с отбора на Нафтекс (0:2 срещу Левски (София), но с достигането си до финала Нафтекс си осигурява участие в турнира за Купата на УЕФА. От есента на 2006 г. играе за Родопа. В турнира за купата на УЕФА е изиграл 4 мача за Нафтекс. Има 1 мач за А националния отбор, 6 мача за младежкия национален отбор и 15 мача за юношеския национален отбор. Треньор на Розова долина (Казанлък)

## Статистика по сезони
- Розова долина – 1993/94 – Б група, 16 мача/1 гол
- Велбъжд – 1994/95 – Б група, 24/1
- Велбъжд – 1995/96 – A група, 27/0
- Велбъжд – 1996/97 – A група, 28/0
- Черноморец – 1997/ес. - Б група, 7/0
- Нефтохимик – 1997/98 – A група, 21/1
- Нефтохимик – 1998/99 – A група, 11/0
- Нефтохимик – 1999/00 – A група, 16/0
- Нефтохимик – 2000/01 – A група, 17/0
- Нафтекс – 2001/02 – A група, 20/0
- Нафтекс – 2002/03 – A група, 21/0
- Нафтекс – 2003/04 – A група, 4/0
- Нафтекс – 2004/05 – A група, 25/0
- Видима-Раковски – 2005/06 – Б група, 14/0
- Родопа – 2006/07 – A група, 21/0
- Родопа – 2007/08 – Б група, 13/0